# Terzo ordine regolare di San Francesco

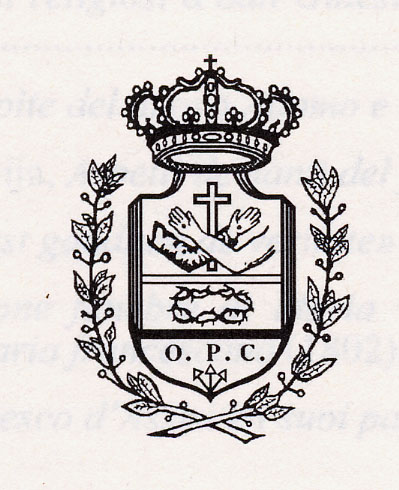
Stemma del TOR Terzo Ordine Regolare di San Francesco

Il Terzo ordine regolare di San Francesco (in latino Tertius ordo regularis Sancti Francisci; sigla T.O.R.) è un istituto religioso maschile di diritto pontificio.
Sorse all'interno del movimento laicale di impronta penitenziale sviluppatosi grazie alla predicazione di Francesco d'Assisi. La fondazione del Terz'ordine si fa risalire al 1221 (Memoriale propositi); nel 1447 papa Niccolò V riunì varie comunità di terziari italiani in un ordine di voti solenni, al quale nel corso dei secoli successivi si unirono numerose altre congregazioni nazionali di terziari francescani.
Dal 1921 costituisce ufficialmente la quarta famiglia francescana insieme ai minori, ai conventuali e ai cappuccini.
I terziari regolari di San Francesco si dedicano al sacro ministero, alla predicazione, all'insegnamento e alle missioni.

## Storia
La tendenza alla vita claustrale dei terziari francescani si affermò presto: nella lettera Nimis patenter del 26 maggio 1227, papa Gregorio IX parla già di penitenti che, invece di vivere nelle proprie case, conducevano una vita simile a quella dei religiosi in luoghi ritirati.
Il crescente numero di comunità di penitenti indusse i pontefici a riformare il Propositum vitae del 1221, la loro regola primitiva, costituita da poche norme essenziali: il 18 agosto 1289 papa Niccolò IV, con la bolla Supra montem, approvò una nuova regola, che però non considerava la vita comunitaria dei terziari, né l'emissione di tre voti religiosi.
Il movimento verso la formazione di congregazioni di terziari francescani a vita comune iniziò in Italia con Alfonso Fernández Pecha, che nel 1373 tentò, senza successo, di riunire tutte le comunità eremitiche dell'Italia centrale e meridionale attorno al monastero di Santa Maria del Santo Sepolcro.
In altri paesi europei si giunse più facilmente alla centralizzazione delle comunità di terziari: nel 1401 fu approvata la Congregatio Traiectensis per l'Olanda, nel 1413 la Congregatio Flandrensis per le Fiandre, nel 1427 quella per la Germania inferiore (diocesi di Colonia), nel 1442 quella di Spagna. Si trattava, comunque, di congregazioni circoscritte all'ambito di province ecclesiastiche o regioni, che nei secoli successivi scomparvero o si fusero con i terziari regolari italiani, approvati nel 1447.

### Unificazione del Terz'ordine
L'ordine nacque il 20 luglio 1447 a opera di papa Niccolò V che, con la bolla Pastoralis offici, riunì varie comunità di terziari sotto il governo di un visitatore generale. A causa dei dissensi tra alcuni gruppi, soprattutto tra clareni e terziari in abito eremitico circa l'emissione dei voti, il 18 settembre 1449 Niccolò V, con la bolla Romanus Pontifex, revocò l'atto di unione: il 26 maggio 1467 papa Paolo II, con la bolla Excitat arcanum, tornò a concedere importanti privilegi ai terziari della congregazione lombarda, con la facoltà di estenderli alle comunità che avrebbero accettato di aderire alla congregazione.
Da una lettera indirizzata da papa Sisto IV al ministro generale e ai provinciali, risulta che nel 1476 il Terz'ordine era già ben strutturato e organizzato in province: nel corso del Cinquecento le province arrivarono a essere undici (Milano, Brescia, Venezia, Bologna, Marche, Umbria, Roma, Abruzzi, Napoli, Calabria e Sicilia).
All'epoca della Controriforma, i provvedimenti di papa Pio V sulla vita religiosa interessarono anche il Terz'ordine regolare: poiché, nonostante gli interventi di Rodolfo Pio di Carpi, cardinal protettore dell'istituto, si riteneva che il Terz'ordine non avesse fatto progressi significativi, con la bolla Ea est officii nostri ratio del 3 luglio 1568 il pontefice sottopose il Terz'ordine al ministro generale dei frati minori dell'osservanza, che governò i terziari tramite un suo commissario generale. Pochi anni dopo, il 19 marzo 1586, con la bolla Romani Pontificis providentia, papa Sisto V restituì l'autonomia ai terziari, concedendo nuovamente loro la possibilità di avere un proprio visitatore generale.
Nel 1602 papa Clemente VIII unì al Terz'ordine le comunità della provincia di Dalmazia e nel 1650 papa Innocenzo X vi unì la congregazione belga di Zepperen, comprendente anche conventi nella Germania inferiore. Il Terz'ordine arrivò così a contare 13 province, 170 conventi e tra 2000 e i 2500 frati, tra cui molti sacerdoti.

### Decadenza
I provvedimenti contro piccoli conventi voluti da papa Innocenzo X portarono, il 22 ottobre 1652, alla chiusura di 58 case (soprattutto piccole fraternità eremitiche).
A partire dalla seconda metà del Settecento, sotto l'influsso dell'illuminismo e del giurisdizionalismo, molti Stati iniziarono a porre limiti all'attività delle corporazioni religiose e a minacciarne la stessa esistenza: nel 1767 il governo veneziano soppresse la provincia bresciana del Terz'ordine e la unì a quella veneta; Giuseppe II decretò, invece, la soppressione di numerosi conventi di terziari regolari nel ducato di Milano. Ai frati delle province di Milano, Venezia, Dalmazia e Belgio fu poi proibito di inviare rappresentanti al capitolo generale dell'ordine celebrato nel 1799.
In età napoleonica furono soppressi la maggior parte dei conventi romagnoli e romani e la vita religiosa nelle comunità delle province d'Abruzzi, Calabria e Napoli fu notevolmente destabilizzata. Giuseppe Galgani, ministro generale del Terz'ordine, fu costretto a lasciare la curia generalizia a Roma e a ritirarsi a Massa Martana; fu poi relegato a Lucca e gli fu consentito di rientrare a Roma solo nel 1814, quando del Terz'ordine non restavano che alcuni conventi in Dalmazia, Sicilia e negli stati pontifici.
Le ultime case di formazione ancora esistenti furono chiuse tra il 1860 e il 1866 in conseguenza delle leggi eversive dello stato sabaudo.

### Rinascita

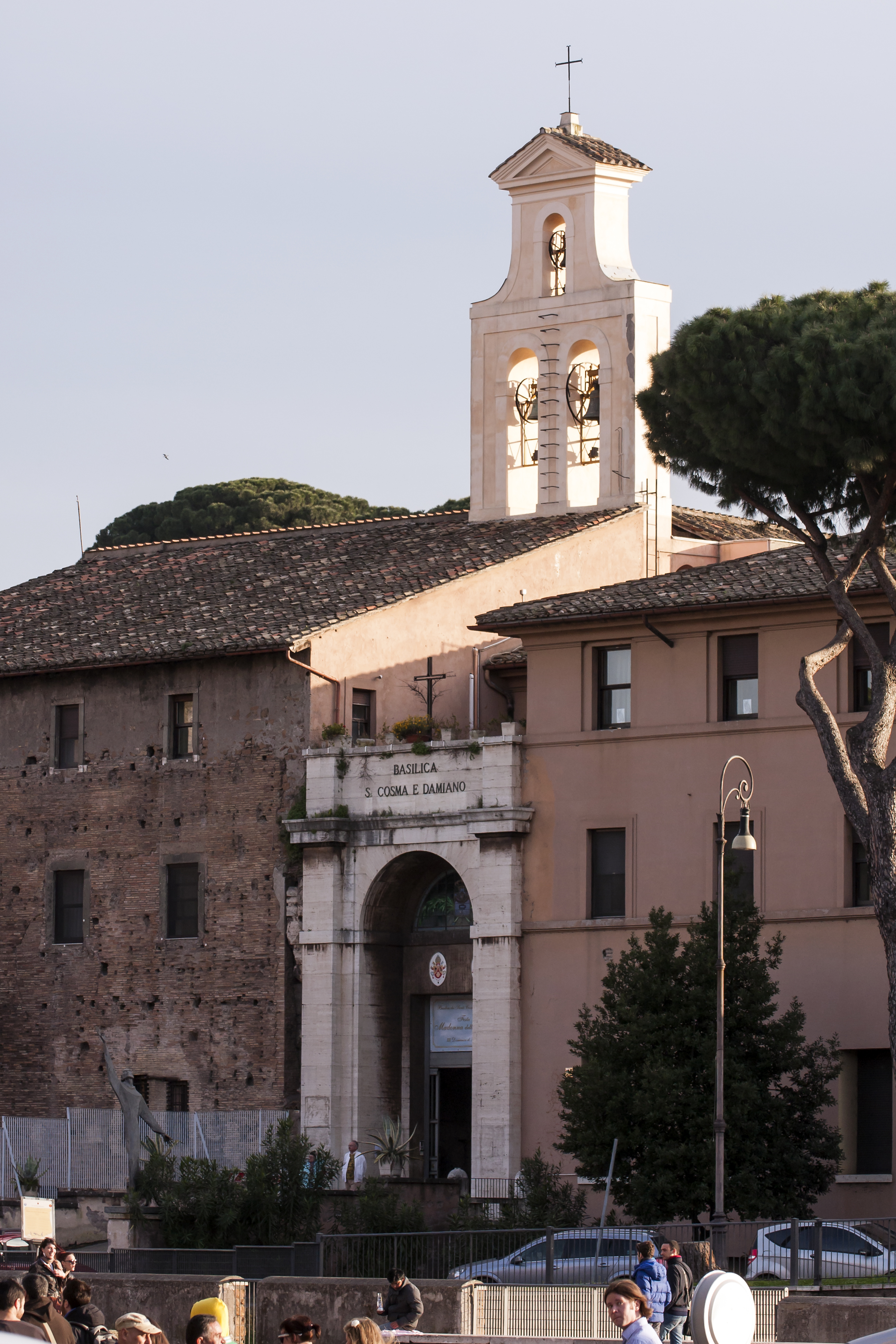
Il convento dei Santi Cosma e Damiano a Roma, sede della casa generalizia del TOR

Nel Novecento la situazione del Terz'ordine subì un netto miglioramento grazie all'ingresso nell'istituto di altre famiglie di terziari regolari francescani: il 7 maggio 1906 papa Pio X approvò l'unione al Terz'ordine della congregazione terziaria di Spagna, sorta nel 1878 nell'isola di Maiorca e diffusasi rapidamente (le comunità spagnole andarono a costituire la provincia dell'Immacolata Concezione); dagli Stati Uniti d'America giunsero le adesioni delle comunità di Spalding (1906), Brooklyn (1907) e Loretto (1908), che nel 1910 costituirono la provincia del Sacro Cuore di Gesù.
Nel 1921 papa Benedetto XV indirizzò all'istituto la lettera Tertii Ordinis a Poenitentia per benedire la rinascita dell'ordine e renderlo partecipe di tutti i privilegi concessi agli altri tre gruppi francescani (minori, conventuali, cappuccini): il Terz'ordine regolare divenne così ufficialmente la quarta famiglia francescana; il ministro generale e il procuratore generale entrarono a far parte della famiglia pontificia e ottennero la facoltà di partecipare alla cappella papale.
La congregazione di Francia, risorta nell'Ottocento dopo la soppressione delle quattro province francesi del Terz'ordine decretata dalla rivoluzione, si unì all'istituto nel 1954 e andò a formare la provincia di Nostra Signora dell'Assunzione.
Ai religiosi della provincia statunitense del Sacro Cuore furono affidate missioni in India, in quella che nel 1956 divenne la prefettura apostolica di Bhagalpur: in quelle regioni i missionari diedero impulso alle vocazioni indigene e nel 1971 i terziari indiani costituirono la provincia di San Tommaso Apostolo.
In occasione dell'ottocentenario della nascita di san Francesco d'Assisi, si fusero con il Terz'ordine regolare altre due congregazioni: il 1º gennaio 1982 si unirono i Francescani familiari di San Giuseppe, del Sudafrica, che andarono a costituire la vice-provincia di San Giuseppe; il 13 novembre 1982 si unirono i Fratelli francescani di San Vincenzo de' Paoli, dello Sri Lanka, che andarono a formare la vice-provincia di Nostra Signora di Sri Lanka.
I due commissariati del Terz'ordine presenti in Paraguay, il primo dipendente dalla provincia italiana di San Francesco, il secondo dalla provincia statunitense dell'Immacolata Concezione, nel 1992 si sono fusi per formare la vice-provincia paraguayana di Sant'Antonio di Padova. Sempre nel 1992, le comunità presenti in Brasile si sono unite nella vice-provincia di Nostra Signora Aparecida.

## Attività
In origine i terziari regolari francescani erano impegnati essenzialmente nella cura dei malati: i principali ospedali dove prestavano la loro opera erano quelli di San Paolo a Firenze e di Santa Maria della Carità a Bologna; altri ospedali sorgevano a Imola, a Forlì, a Roma, a Messina. Uscito devastato dalle soppressioni e dalle persecuzioni, quando nel Novecento l'ordine si riorganizzò, si aprì a nuove forme di apostolato, come il lavoro pastorale in parrocchie e la cura di santuari, l'istruzione e l'educazione della gioventù e l'attività missionaria.
Tra le maggiori scuole del Terz'ordine vanno ricordati l'Istituto Santa Maria di Siracusa; l'ex Istituto Pio XII di Roma, per installatori radio-elettrici e televisivi (chiuso nel 1970); il Colegio Sant Francesc presso la basilica e il convento di San Francesco a Palma di Maiorca; la residenza universitaria Colegio Raimundo Lulio di Madrid; la Saint Francis University di Loretto, in Pennsylvania; la Franciscan University di Steubenville, in Ohio; la Saint Francis Preparatory School di Spring Grove, in Pennsylvania.
Nel campo delle missioni, particolare rilevanza hanno avuto l'opera dei frati della provincia francese del Terz'ordine nel Mato Grosso; quella in India avviata nel 1938 dalla provincia statunitense del Sacro Cuore; le missioni paraguayane di San Estanislao (affidata alla provincia italiana di San Francesco) e di Coronel Oviedo (affidata alla provincia statunitense dell'Immacolata Concezione); la missione peruviana di Huamachuco, affidata ai religiosi della provincia spagnola.
I frati del Terz'ordine regolare officiano i santuari dell'Ecce Homo a Calvaruso, di San Calogero sul monte Cronio, presso Sciacca, la basilica-santuario della Madonna del Piratello, presso Imola, il santuario della Nuestra Señora de Cura sul Puig de Randa, presso Palma di Maiorca.

## Abito
Da un documento del 1449, risulta che l'abito della maggior parte delle comunità di terziari regolari francescani di vita comune era di panno ruvido e di color grigio cenere ed era costituito da tunica talare con cappuccio e cingolo.
La regola fatta redigere nel 1549 dal ministro generale Bonaventura da Vicenza descrive più dettegliatamente l'abito: tunica talare cinta dalla corda francescana, cappuccio-mozzetta (chiamato anche scapolare) di forma angolare, terminante davanti e di dietro con due punte (o "becchi", donde i frati, in alcune zone, vennero chiamati "beccaroli") scendenti fino al cingolo. Il tutto, di colore cenerino o "beretino" (un grigio molto scuro, tendente al nero) ottenuto mischiando quattro parti di lana nera e una di lana bianca.
Agli inizi del Settecento iniziò spontaneamente ad essere adottato ovunque un abito nero e si perse la forma a punta della mozzetta, sostituita da una di forma quasi circolare. Il colore nero e la foggia meno particolare del cappuccio dovevano probabilmente servire ai frati, in un'epoca in cui il clero regolare era malvisto e perseguitato, a confondersi meglio con il clero secolare. L'utilizzo dell'abito nero con cappuccio circolare fu reso ufficiale nel 1840 ed approvato nel capitolo generale nel 1843.
Nel corso del Novecento, soprattutto da parte dei frati delle province italiane, furono avanzate varie proposte di riformare l'abito per renderlo più facilmente distinguibile da quello dei frati minori conventuali, ma furono tutte respinte; i frati della congregazione francese, unitisi all'ordine nel 1954, ottennero di conservare il loro abito tradizionale, con cappuccio stretto e circolare davanti e a punta dietro.

## Regola e costituzioni
I primi statuti del Terzo ordine regolare di San Francesco, basati sostanzialmente sulla regola approvata nel 1289 da papa Niccolò IV con la bolla Supra montem, furono compilati nel capitolo generale riunitosi a Firenze nel 1472 e furono approvati nel 1475.
La regola in 10 capitoli emanata nel 1521 da papa Leone X per le congregazioni di frati e suore del Terzo ordine regolare di San Francesco soggetti ai superiori maggiori dei frati minori osservanti non fu adottata da quelli della congregazione italiana, che avevano già ricevuto il riconoscimento pontificio e il diritto di eleggersi un proprio ministro generale.
Una nuova regola, in 30 capitoli, fu redatta nel 1549 per volere del ministro generale Bonaventura da Vicenza e fu approvata con autorità apostolica da Rodolfo Pio di Carpi, cardinale protettore dell'ordine.
Nel 1927 papa Pio XI, con la costituzione apostolica Rerum condicio, approvò una nuova regola valida per tutti i religiosi del Terz'ordine francescano; una nuova regola fu approvata da papa Giovanni Paolo II nel 1982 con il breve Franciscanum vitae propositum.
Accanto alla regola, per normare le questioni più pratiche, i frati del Terzo ordine regolare si dotarono di costituzioni. Le prime costituzioni furono adottate nel capitolo generale del 1638 e furono approvate da papa Urbano VIII, le seguenti furono elaborate nel 1734 e furono approvate da papa Clemente XII.
Dopo la promulgazione del primo codice di diritto canonico, il testo delle costituzioni fu aggiornato e approvato dalla Santa Sede il 7 marzo 1929; furono più volte ritoccate e poi totalmente rielaborate e approvate il 2 febbraio 1991.

## Diffusione
Il Terzo ordine regolare di San Francesco è presente in Brasile, Croazia, Filippine, India, Italia, Messico, Paraguay, Spagna, Sri Lanka, Stati Uniti d'America, Sudafrica, Svezia.
Il ministro generale risiede nel convento presso la basilica dei Santi Cosma e Damiano in via dei Fori Imperiali a Roma.
Alla fine del 2015, il Terzo ordine regolare di San Francesco contava 143 case e 808 membri, 580 dei quali sacerdoti.

## Pubblicazioni
Il Terz'ordine regolare di San Francesco di Assisi pubblica dal 1913 la rivista trimestrale Analecta Tertii Ordinis Regularis Sancti Francisci (la redazione ha sede nella Basilica dei Santi Cosma e Damiano in Roma).